# Merwane El-Merini
Merwane El-Merini (en arabe : مروان المريني), né le 19 juin 1995, est un nageur franco-marocain. Il participe aux compétitions internationales sous les couleurs du Maroc.

## Carrière
Aux Jeux africains de 2019 à Casablanca, Merwane El-Merini remporte la médaille de bronze du relais 4 x 100 mètres nage libre ; il est aussi septième de la finale du 50 mètres dos.
Il a évolué au Raja Club Athletic et au Cercle des nageurs de Marseille.